# Земскова, Зоя Сергеевна
Зоя Сергеевна Земскова (род. 1933) — советский и российский медик.
Доктор медицинских наук, профессор, врач-патолог высшей категории. Заслуженный врач РФ.
Лауреат Государственной премии СССР в области науки и техники (1982).
В 1951 году окончила Клинскую среднюю школу №2 с золотой медалью. В 1957 году окончила 2-й МОЛГМИ имени Н.И.Пирогова с отличием. Во время учебы участвовала в научном кружке на кафедре патологической анатомии лечебного факультета РНИМУ.
Порядка полувека работала в Центральном НИИ туберкулёза. Ныне на пенсии.
В 1972 г. Госкомизобретений зарегистрировал открытие — явление L-трансформации микобактерий туберкулеза — акад. АМН СССР Н. А. Шмелева, И. Р. Дорожковой и З. С. Земсковой. В 1982 году за цикл работ по разработке данной проблемы и изучения клинического значения L-форм микобактерий туберкулеза учёным ЦНИИТ во главе с А. Г. Хоменко вместе с другими авторами была присуждена Государственная премия СССР (А. Г. Хоменко, И. Р. Дорожкова, З. С. Земскова и др.).
В 1963 году защитила кандидатскую диссертацию на тему "Патоморфология туберкулеза, вызванного фтивазид-устойчивыми микобактериями (экспериментальное исследование), в 1977 году докторскую диссертацию на тему «Патоморфология туберкулезной инфекции при длительном персистировании измененных форм возбудителя (патологоанатомическое, микробиологическое, экспериментальное исследование)» (ЦНИИ туберкулеза МЗ СССР. М., 1977).
С 1983 года играет на скрипке в группе 2 скрипок в симфоническом оркестре имени А.П. Бородина в Центральном Доме учёных города Москвы.
Родилась 13 мая 1933 года в поселке "Фабрика Красный Ткач" Клинского района Московской области в семье служащих. Мать: Земскова (Павлова) Матрёна Константиновна, отец: Земсков Сергей Георгиевич. Вдова академика РАМН П. В. Сергеева. Дети: Наталия.
Ее девизы: "Возлюби ближнего твоего, как самого себя" (Мф.22:39, Лк. 10:27); "Наука, просвещение, образование".
Отличительная черта: Трудолюбие, общительность, отзывчивость, неудовлетворенность собой.
Интересы, хобби: Спорт (первый спортивный разряд по лыжам в беге на 10 км, третий — по альпинизму), музыка.
Награждена медалями «Ветеран труда» и «В память 850-летия Москвы». За цикл научных работ, имеющих клиническое значение во фтизиатрии, удостоена Государственной премии СССР в области науки.
Автор более 200 научных трудов, в том числе 7 монографий, изобретений и научных открытий.
- Скрыто протекающая туберкулезная инфекция / З. С. Земскова, И. Р. Дорожкова. — Москва : Медицина, 1984. — 222 с.
- Ерохин В. В., Земскова З. С. Патологическая анатомия туберкулёза М.: ООО «Издательский дом „Русский врач“», 1998. — 112 с.
- Ерохин, В. В. Патологическая анатомия туберкулеза / В. В. Ерохин, З. С. Земскова, М. В. Шилова. — М., 2000. — 149 с.